# Coupe de Tunisie de football 1993-1994
Navigation
Coupe de Tunisie 1992-1993 Coupe de Tunisie 1994-1995
La coupe de Tunisie de football 1993-1994 est la 38e édition de la coupe de Tunisie depuis 1956, et la 63e en tenant compte des éditions jouées avant l'indépendance. Elle est organisée par la Fédération tunisienne de football (FTF).
L'Avenir sportif de La Marsa remporte sa cinquième coupe aux dépens de l'Étoile sportive du Sahel.

## Résultats

### Premier tour
Disputé par les clubs de division 3 et de division 4, il oppose 56 d'entre eux alors que les autres (quatorze au Nord et quatorze au Centre-Sud) sont qualifiés par tirage au sort.

#### Nord
- Jeunesse sportive d'El Omrane - STIR sportive de Zarzouna : 1 - 3
- Football Club de Jérissa - Vague sportive de Menzel Abderrahmane : 5 - 3
- Mouldia sportive de Den Den - Jeunesse sportive de Tebourba : 0 - 1
- Kalâa Sport - Association sportive Ittihad : 0 - 0 (t. a. b. : 9- 8)
- Association sportive de l'Ariana - Union sportive de Sidi Bou Ali : 3 - 1
- Avenir populaire de Soliman - Jendouba Sports : 3 - 0
- Astre sportif de Menzel Jemil - Sporting Club de Ben Arous : 1 - 0
- Dahmani Athlétique Club - Union sportive de Djedeida : 3 - 2
- Avenir sportif keffois de Barnoussa - Étoile sportive khmirienne (Aïn Draham) : 1 - 0
- Club sportif de Menzel Bouzelfa - Stade nabeulien : 2 - 1
- Association sportive de Hammamet - Association sportive de Ghardimaou : 5 - 2
- Club sportif de Korba - Étoile sportive du Fahs : 2 - 1
- Croissant sportif de M'saken - Thala Sport : Forfait

#### Centre et Sud
- Union sportive de Ksibet el-Médiouni - Association sportive de Djerba : 0 - 2
- Oasis sportive de Chenini - Sporting Club de Moknine : Forfait
- Badr sportif d'El Aïn - Kerkennah Sport : Forfait
- Ennahdha sportive de Jemmel - Progrès sportif de Sakiet Eddaïer : 5 - 1
- Stade gabésien - Flèche sportive de Zéramdine : 2 - 0
- Avenir sportif de Rejiche - Croissant sportif de Redeyef : 0 - 1
- Flambeau sportif de Sahline - Jeunesse sportive de Rogba : 3 - 4
- Union sportive de Métouia - Étoile sportive de Fériana : 2 - 1
- Jeunesse sportive de Ouedhref - Football Mdhilla Club : 0 - 1
- Chehab sportif de Ouerdanine - Union sportive de Ksour Essef : 1 - 0
- Club Ahly de Sfax - Gazelle sportive de Bekalta : 5 - 1
- Croissant sportif chebbien - Aigle sportif de Jilma : 3 - 2
- Étoile sportive de Métlaoui - Union sportive de Ben Guerdane : Forfait

### Deuxième tour

#### Nord
- Club medjezien - Club sportif de Hajeb El Ayoun : 1 - 4
- El Alia Sport - Club sportif de Bargou : 0 - 1
- STIR sportive de Zarzouna - Football Club de Jérissa : 2 - 3
- Jeunesse sportive de Tebourba - Kalâa Sport : 1 - 2
- Association sportive de l'Ariana - Étoile olympique La Goulette Kram : 1 - 0
- Avenir populaire de Soliman - El Ahly Mateur : 2 - 1
- Stade soussien - Union sportive de Bousalem : 1 - 0
- Baâth sportif de Mohamedia - Hirondelle sportive de Kalâa Kebira : 3 - 1
- Astre sportif de Menzel Jemil - Union sportive El Ansar (Dar Chaâbane) : 1 - 0
- Dahmani Athlétique Club bat Enfida Sports
- Avenir sportif keffois de Barnoussa -  Étoile sportive de Radès : 4 - 0
- Club sportif de Menzel Bouzelfa - Association sportive de Hammamet : 0 - 0 (t. a. b. : 5 - 3)
- Club sportif de Korba - Union sportive de Siliana : 1 - 0
- Croissant sportif de M'saken - Espoir sportif de Haffouz : 0 - 0 (t. a. b. : 5 - 4)

#### Centre et Sud
- Association sportive de Djerba - Oasis sportive de Chenini : 0 - 1
- Espoir sportif de Jerba Midoun - Badr sportif d'El Aïn : Forfait
- Flèche sportive de Gafsa-Ksar - Stade sportif sfaxien : 4 - 2
- Oasis sportive de Kébili - Club sportif de Nefta : 2 - 2 (t. a. b. : 4 - 3)
- Ennahdha sportive de Jemmel - Stade gabésien : 2 - 2 (t. a. b. : 3 - 4)
- Croissant sportif de Redeyef - Club olympique de Sidi Bouzid : 1 - 0
- Jeunesse sportive de Rogba - Union sportive de Métouia : 2 - 0
- Football Mdhilla Club - Chehab sportif de Ouerdanine : Forfait
- Club sportif hilalien - Astre sportif de Degache : Forfait
- Club Ahly de Sfax - Étoile sportive de Gabès : 3 - 1
- Avenir sportif de Tozeur - Olympique de Médenine : 0 - 4
- Stade sportif gafsien - Union sportive de Sbeïtla : 0 - 1
- Croissant sportif chebbien - Union sportive de Sayada : 3 - 0
- Étoile sportive de Métlaoui - Mareth Sport : Forfait

### Troisième tour

#### Nord
- Club sportif de Hajeb El Ayoun - Club sportif de Bargou : 1 - 0
- Football Club de Jérissa - Kalâa Sport : Forfait
- Association sportive de l'Ariana - Avenir populaire de Soliman : 1 - 0
- Stade soussien - Baâth sportif de Mohamedia : 0 - 0 (t. a. b. : 4 - 5)
- Astre sportif de Menzel Jemil - Dahmani Athlétique Club : 3 - 2
- Avenir sportif keffois de Barnoussa - Club sportif de Menzel Bouzelfa : 0 - 0 (t. a. b. : 3 - 4)
- Club sportif de Korba - Croissant sportif de M'saken : 1 - 1 (t. a. b. : 3 - 1)

#### Centre et Sud
- Oasis sportive de Chenini - Espoir sportif de Jerba Midoun : 2 - 1
- Flèche sportive de Gafsa-Ksar - Oasis sportive de Kébili : 2 - 1
- Stade gabésien - Croissant sportif de Redeyef : 1 - 0
- Jeunesse sportive de Rogba - Football Mdhilla Club : 3 - 1
- Club sportif hilalien - Club Ahly de Sfax : 3 - 1
- Olympique de Médenine - Union sportive de Sbeïtla : 3 - 2
- Croissant sportif chebbien - Étoile sportive de Métlaoui : 5 - 0

### Quatrième tour
Le tour voit la participation de quarante clubs : les quatorze qualifiés du tour précédent, seize clubs représentant les huit ligues régionales et dix clubs de Ligue II.
- Club olympique des transports (Ligue II) - Wided sportif du Sers (Ligue Nord-Ouest) : 1 - 0
- Jeunesse sportive de La Manouba (Ligue Tunis/Cap Bon) - El Gawafel sportives de Gafsa-Ksar (Ligue II) : 1 - 0
- Oasis sportive de Chenini - Club sportif de Hajeb El Ayoun : 0 - 0 (t. a. b. : 4 - 5)
- Union sportive de Borj El Amri (Ligue Nord) - Club sportif de Hzag (Ligue Sud) : 0 - 0 (t. a. b. : 5 - 4)
- Avenir sportif de Gabès (Ligue II) - Jeunesse sportive de La Soukra (Ligue Tunis/Cap Bon) : 1 - 0
- Sfax railway sport (Ligue II) - Jeunesse sportive de Rogba : 4 - 2
- Club sportif hilalien - Olympique de Médenine : 0 - 1
- En-Nadi Ahly Landoulsi (Ligue Nord) - Tataouine Sport (Ligue Sud-Est) : 0 - 0 (t. a. b. : 6 - 7 )
- Wided sportif d'El Hamma (Ligue Sud-Est) - Sahara sportive de Douz (Ligue Sud-Ouest) : 1 - 0
- Avenir sportif de Kasserine (Ligue II) - Croissant sportif chebbien : 1 - 0
- Football Club de Jérissa - Association sportive de l'Ariana : 1 - 0
- Stade africain de Menzel Bourguiba (Ligue II) - Lion sportif de Ksibet Sousse (Ligue Centre) : 3 - 2
- Croissant sportif d'Akouda (Ligue Centre) - Kesra Sport (Ligue Nord-Ouest) : 2 - 1
- Association Mégrine Sport (Ligue II) - Nouhoudh sportif de Sidi Alouane (Ligue Centre-Est) : 2 - 1
- Baâth sportif de Mohamedia - Stade gabésien : 2 - 1
- Flèche sportive de Gafsa-Ksar - Avenir sportif d'Oued Ellil (Ligue II) : 0 - 0 (t. a. b. : 1 - 3 )
- Astre sportif de Menzel Jemil - El Makarem de Mahdia (Ligue II) : 0 - 2
- Club sportif de Makthar (Ligue II) - Club sportif de Menzel Bouzelfa : 3 - 0
- Baâth sportif d'Essouassi (Ligue Sud) - Club sportif de Khniss (Ligue Centre-Est) : 1 - 0
- Gazelle sportive de Moularès (Ligue Sud-Ouest) - Club sportif de Korba : 1 - 5
- Qualifiés d'office : Club sportif des cheminots, Grombalia Sports,  Espérance sportive de Zarzis et La Palme sportive de Tozeur (Ligue II)

### Trente-deuxièmes de finale
- Club olympique des transports - Club sportif de Makthar : 1 - 0
- Tataouine Sport - Croissant sportif d'Akouda : 0 - 0 (t. a. b. : 3 - 1)
- Jeunesse sportive de La Manouba - Stade africain de Menzel Bourguiba : 1 - 0
- Olympique de Médenine - Avenir sportif de Gabès : 2 - 3
- Club sportif de Korba - Grombalia Sports : 1 - 0
- Club sportif de Hajeb El Ayoun bat Union sportive de Borj El Amri
- Wided sportif d'El Hamma - Sfax railway sport : 0 - 1
- La Palme sportive de Tozeur - Avenir sportif de Kasserine : 1 - 0
- Club sportif des cheminots - Baâth sportif de Mohamedia : 1 - 0
- Avenir sportif d'Oued Ellil - Football Club de Jérissa : 3 - 2
- Espérance sportive de Zarzis - Baâth sportif d'Essouassi : 3 - 1
- El Makarem de Mahdia - Association Mégrine Sport : 0 - 1

### Seizièmes de finale
Vingt équipes participent à ce tour, les douze qualifiés du tour précédent et huit clubs de la division nationale (Ligue I). Les six autres sont qualifiés d'office.
| Équipe 1                        | Équipe 2                        | Score 90'          | Score 120' | Tirs au but |
| ------------------------------- | ------------------------------- | ------------------ | ---------- | ----------- |
| Club africain                   | -                               | Qualifié d'office  |            |             |
| Jeunesse sportive kairouanaise  | -                               | Qualifiée d'office |            |             |
| Avenir sportif de Gabès         | Olympique du Kef                | 2 - 1              |            |             |
| Association Mégrine Sport       | Océano Club de Kerkennah        | 0 - 0              | 2 - 0      |             |
| Union sportive monastirienne    | Avenir sportif de La Marsa      | 0 - 3              |            |             |
| Stade tunisien                  | Avenir sportif d'Oued Ellil     | 3 - 0              |            |             |
| Sfax railway sport              | Étoile sportive du Sahel        | 0 - 0              | 0 - 2      |             |
| Club sportif des cheminots      | La Palme sportive de Tozeur     | Forfait            |            |             |
| Étoile sportive de Béni Khalled | Club sportif sfaxien            | 0 - 3              |            |             |
| Club athlétique bizertin        | -                               | Qualifié d'office  |            |             |
| Club sportif de Korba           | Club olympique des transports   | 0 - 1              |            |             |
| Club sportif de Hammam Lif      | -                               | Qualifié d'office  |            |             |
| Espérance sportive de Tunis     | -                               | Qualifiée d'office |            |             |
| Olympique de Béja               | -                               | Qualifié d'office  |            |             |
| Espérance sportive de Zarzis    | Club sportif de Hajeb El Ayoun  | 2 - 0              |            |             |
| Tataouine Sport                 | Jeunesse sportive de La Manouba | 1 - 0              |            |             |

### Huitièmes de finale
| Date       | Équipe 1                      | Équipe 2                       | Score 90' | Score 120' | Tirs au but |
| ---------- | ----------------------------- | ------------------------------ | --------- | ---------- | ----------- |
| 8 mai 1994 | Stade tunisien                | Olympique de Béja              | 0 - 0     | 1 - 1      | 7 - 6       |
| 8 mai 1994 | Club sportif de Hammam Lif    | Jeunesse sportive kairouanaise | 0 - 0     | 0 - 0      | 1 - 3       |
| 8 mai 1994 | Avenir sportif de La Marsa    | Espérance sportive de Zarzis   | 0 - 0     | 2 - 0      |             |
| 8 mai 1994 | Association Mégrine Sport     | Espérance sportive de Tunis    | 1 - 4     |            |             |
| 8 mai 1994 | Club sportif sfaxien          | Club athlétique bizertin       | 2 - 1     |            |             |
| 8 mai 1994 | Club olympique des transports | Club africain                  | 1 - 2     |            |             |
| 8 mai 1994 | Tataouine Sport               | Club sportif des cheminots     | 0 - 2     |            |             |
| 8 mai 1994 | Étoile sportive du Sahel      | Avenir sportif de Gabès        | 4 - 1     |            |             |

### Quarts de finale
| Date         | Équipe 1                       | Équipe 2                   | Score 90' | Score 120' | Tirs au but |
| ------------ | ------------------------------ | -------------------------- | --------- | ---------- | ----------- |
| 12 juin 1994 | Club sportif des cheminots     | Avenir sportif de La Marsa | 0 - 2     |            |             |
| 12 juin 1994 | Jeunesse sportive kairouanaise | Club africain              | 0 - 0     | 0 - 0      | 4 - 5       |
| 12 juin 1994 | Étoile sportive du Sahel       | Club sportif sfaxien       | 1 - 1     | 2 - 2      | 4 - 3       |
| 12 juin 1994 | Espérance sportive de Tunis    | Stade tunisien             | 4 - 1     |            |             |

### Demi-finales
| Date         | Équipe 1                 | Équipe 2                    | Score 90' | Score 120' | Tirs au but |
| ------------ | ------------------------ | --------------------------- | --------- | ---------- | ----------- |
| 19 juin 1994 | Étoile sportive du Sahel | Espérance sportive de Tunis | 1 - 0     |            |             |
| 19 juin 1994 | Club africain            | Avenir sportif de La Marsa  | 1 - 1     | 1 - 1      | 1 - 4       |

### Finale
| Date         | Équipe 1                   | Équipe 2                 | Score 90' |
| ------------ | -------------------------- | ------------------------ | --------- |
| 26 juin 1994 | Avenir sportif de La Marsa | Étoile sportive du Sahel | 1 - 0     |

Le but de la finale est marqué par Adel Jebbari (64e min). La rencontre est dirigée par Ferid Sahli, Ali Ouefi et Mohamed Jebbahi alors que Noureddine Dhaoui officie en tant que quatrième arbitre.
Les formations alignées sont :
- Avenir sportif de La Marsa (entraîneur : Ali Selmi) : Sofian Khabir - Tarek Ben Chaâbane, Tarak Ben Chrouda, Sabri Jaballah, Hichem Louici, Karim Karoui, Boubacar Diwara (puis Khaled Cherif), Mourad Mejdoub (puis Houcine Sahraoui), Abdelkrim Bouguerra, Adel Jebbari, Wahbi Echi
- Étoile sportive du Sahel (entraîneur : Ahmed Ajlani) : Radhouan Salhi - Mohamed Ali Gannouni (puis Anis Ben Brahim), Kamel Noumi, Imad Mizouri (en), Ferid Chouchane, Moez Ben Sassi, Zoubaier Baya, Tahar Kchouk (puis Riadh Jelassi), Khaled Ben Sassi, Abderrazak Djahnit, Dimitri Korjkov

## Meilleur buteur
- Khaled Ben Sassi (ESS) est le meilleur buteur de l'édition avec cinq buts.